# Труд (Ульяновская область)
Труд — поселок в Майнском районе Ульяновской области. Входит в состав Старомаклаушинского сельского поселения.

## География
Находится на расстоянии примерно 41 километров на север по прямой от районного центра поселка Майна.

## История
Основан, предположительно, в советское время. Работал колхоз «Дружба», позднее СПК.

## Население
Население составляло 102 человека в 2002 году (чуваши 87%), 78 по переписи 2010 года.